# 페트르 야클

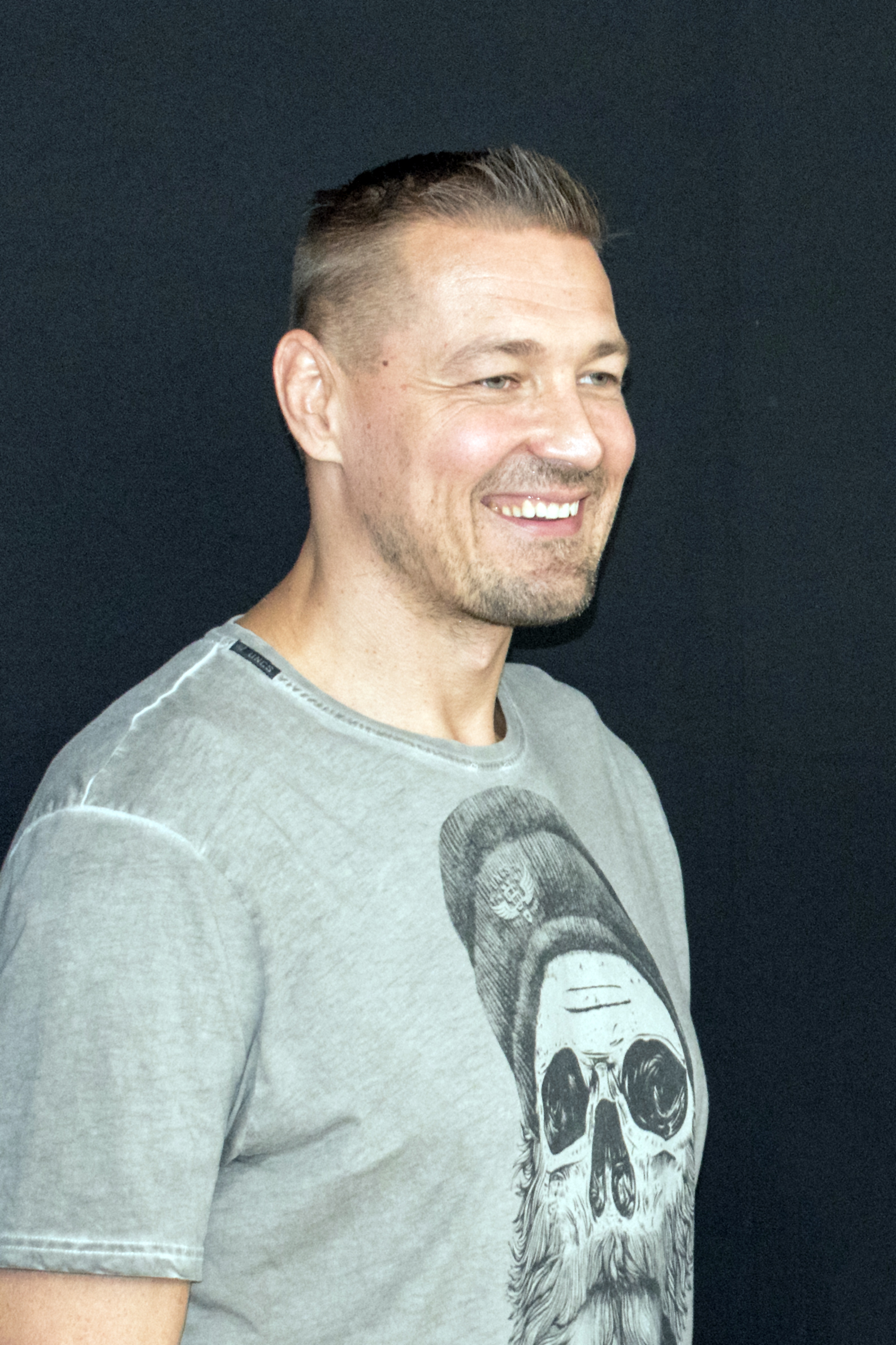

페트르 야클(체코어: Petr Jákl, 1973년 9월 14일 ~ )은 체코의 배우, 영화 감독 겸 올림픽 유도 선수이다. 프라하에서 태어났다.

## 영화
- 라스트 풀 메저 (2019년)
- 구울 (2015년)
- 바토리 (2008년)
- 테로닥틸 (2005년)
- 유로트립 (2004년)
- 에이리언 VS. 프레데터 (2004년) - 스톤 역
- 트리플 엑스 (2002년) - 콜야 역
- 배드 컴퍼니 (2002년)
- 영 인디아나 존스 - 악마의 얼굴 (1999년)
- 스윙 재즈 (1993년)